# Ivan Hlinka
Ivan Hlinka, född 26 januari 1950 i Most, död 16 augusti 2004, var en tjeckisk ishockeyspelare och ishockeytränare.
Ivan Hlinka räknas som en av de bästa ishockeyspelarna genom tiderna. Storhetstiden var under 1970- och 1980-talen då Hlinka och Tjeckoslovakiens ishockeylandslag vann VM i ishockey tre gånger och bröt Sovjets totala dominans i världshockeyn. 1981 blev så Hlinka proffs i NHL innan han avslutade karriären i schweiziska Zug.  Hlinka blev efter den aktiva karriären en framgångsrik tränare. 1998 ledde han som förbundskapten Tjeckien till landslagets första OS-guld i ishockey och han var den första europé att coacha ett NHL-lag, Pittsburgh Penguins. 
2004 kom han tillbaka som förbundskapten. Vid en ceremoni i samband med Världsmästerskapet i Tjeckien i april–maj 2004 utsågs Ivan Hlinka till Tjeckiens bäste spelare genom tiderna.
Ivan Hlinka avled efter en bilolycka den 16 augusti 2004, på väg hem från Karlovy Vary.
World Cup för J18-landslag har sedan dess burit namnet Ivan Hlinkas minnesturnering.

## Meriter
- Landskamper för Tjeckoslovakien: 256 (132 mål)
- VM i ishockey: 11
  - VM-guld 1972, 1976, 1977
- OS: 1972, 1976
- Canada Cup: 1976,  Silvermedalj efter Canada som vann.

### Final (bäst av tre)
- Kanada 6-0 Tjeckoslovakien
- Kanada 5-4 Tjeckoslovakien (sd) mål av Darryl Sittler

## Klubbar
- EV Zug, Schweiz
- Vancouver Canucks, Kanada
- HC Litvínov, Tjeckoslovakien
- Pittsburgh Penguins, USA (som tränare)